# Panfilo di Marchesi
Panfilo di Marchesi war ein Goldschmied im Rom des 16. Jhs. Wie aus einem Briefwechsel vom August 1557 zwischen ihm und seinem Berufskollegen in Perugia Giulio Danti hervorgeht, befand sich seine Werkstatt in der Via del Pellegrino, unweit des Campo de’ Fiori.